# 桑德尔·德赫拉夫
桑德尔·德赫拉夫（荷蘭語：Sander de Graaf，1995年6月13日—），荷兰男子赛艇运动员，2022年世界赛艇锦标赛男子四人单桨无舵手铜牌得主、2023年世界赛艇锦标赛男子八人单桨有舵手银牌得主、2024年夏季奥林匹克运动会男子八人单桨有舵手银牌得主。